# Portsmouth (Rhode Island)
Portsmouth es un pueblo ubicado en el condado de Newport en el estado estadounidense de Rhode Island. En el año 2000 tenía una población de 17,149 habitantes y una densidad poblacional de 285.3 personas por km².

## Geografía
Portsmouth se encuentra ubicado en las coordenadas 42°36′14″N 71°15′40″O / 42.60389, -71.26111. Según la Oficina del Censo, la ciudad tiene un área total de 153,6 km² (59,3 mi²), de la cual 60,1 km² (23,2 mi²) es tierra y 93,5 km² (36,1 mi²) (60.86%) es agua.

## Demografía
Según la Oficina del Censo en 2000 los ingresos medios por hogar en la localidad eran de $58,835, y los ingresos medios por familia eran $68,577. Los hombres tenían unos ingresos medios de $46,297 frente a los $31,745 para las mujeres. La renta per cápita para la localidad era de $28,161. Alrededor del 3.4% de la población estaban por debajo del umbral de pobreza.